# Sa Majesté Minor
Pour plus de détails, voir Fiche technique et Distribution.
Sa Majesté Minor est un film franco-espagnol réalisé par Jean-Jacques Annaud, sorti en 2007.

## Synopsis
En des temps pré-homériques, dans une île grecque, quelque part en mer Égée, Minor, un orphelin dépourvu du sens de la parole, vit dans la porcherie d'un village, avec une truie, qui l'a adopté lorsqu'il était enfant. Cet être innocent, mi-homme, mi-cochon, attiré par Clytia - la fille du Patriarche de la communauté, et fiancée du poète Karkos -, est l'objet de moqueries et de brimades de la part des villageois. 
Puni par la communauté pour s'être défendu en mordant la bouchère, Minor part un jour explorer la forêt mythologique de l'île, à laquelle les mortels n'ont, en principe, pas accès. Il y rencontre le dieu Pan, qui préfère qu'on l'appelle Satyre, et qui l'initie, à sa manière, à certaines pratiques de ces temps païens. De retour parmi les villageois, à l'occasion de la cueillette des olives, Minor tombe de l'arbre où il était perché pour observer Clytia, et se tue. Laissé pour mort, il ressuscite toutefois, une fois la nuit tombée, et retrouve l'usage de la parole. 
Dès le lendemain, les villageois, interloqués par cette résurrection et cette nouvelle capacité de l'homme-cochon à parler, témoignent aussitôt un respect craintif à l'égard de Minor, qui se révèle, pour sa part, doué d'un grand sens de l'éloquence. À la suite d'une vision hasardeuse du devin du village, Cataractos, vision qui coïncide avec l'atterrissage d'une colombe - oiseau sacré - sur la tête du ressuscité, Minor est proclamé roi de la communauté, et va prendre conseil auprès de Satyre pour gouverner...

## Fiche technique
- Titre original français : Sa Majesté Minor
- Titre original espagnol : Su majestad Minor[1]
- Titre international : His Majesty Minor[1]
- Réalisation : Jean-Jacques Annaud
- Scénario : Gérard Brach, Jean-Jacques Annaud et Sandro Agénor
- Photographie : Jean-Marie Dreujou
- Musique : Javier Navarrete
- Décors : Pierre Quefféléan
- Costumes : Pierre-Yves Gayraud
- Montage : Noëlle Boisson
- Sociétés de production : Reperage, Malvarrosa Media, Mediapro et Studiocanal
- Distribution :   Mars Distribution,  Mediapro
- Format : couleur - 35 mm
- Langue originale : français
- Budget : 25 756 207 €[2]
- Pays d'origine :  France,  Espagne
- Durée : 101 minutes
- Dates de sortie[1] :

 France : 10 octobre 2007
 Espagne : 12 décembre 2008

## Distribution
- José Garcia : Minor
- Vincent Cassel : Satyre (Pan)
- Sergio Peris-Mencheta : Karkos
- Mélanie Bernier : Clytia
- Claude Brasseur : Firos
- Rufus : Rectus
- Jean-Luc Bideau : Archeo le Patriarche
- Taïra Borée : Zima la bouchère
- Marc Andreoni : Zo le boucher
- Bernard Haller : Cataractos le Devin
- Alice Frémont : Prunios la Vestale
- Rosine Favey : Kinema la Pythie
- Pedro Casablanc : Kryton l'architecte
- Guillaume Delaunay : Centaure
- Juana Cordero : Aura
- Javier Aller : Tikus
- José Alias : Pitygaz
- Aitana Novau : une nymphe

## Production

### Genèse et développement
En 2004, le scénariste Gérard Brach envoie une lettre à son ami Jean-Jacques Annaud : « C'était en 2004, juste avant Noël. Dans ma boîte aux lettres, une enveloppe bistre avec des feuillets à l'intérieur, et un petit mot (...) Gérard me parlait de fulgurance, après une interminable période de jachère. Il avait passé un long séjour à l'hôpital. À sa sortie, saisi par une soudaine exubérance, il s'était jeté dans l'écriture de ces pages dont il rêvait depuis longtemps et qu'il avait intitulées le Grand Pan, du nom du Dieu Grec des bergers, des forêts et de la puissance sexuelle ». Gérard Brach décrit ainsi son projet : « En m'inspirant de l'immense richesse de la mythologie grecque, j'ai conçu ce texte insolent, iconoclaste, manipulateur. J'ai dévié certains mythes, en ai retourné d'autres, bousculant des tabous, explorant des complexes. Franchissant les interdits, l'histoire se présente sous forme d'une légende antique, baroque, insolente, grotesque, drolatique et dramatique. Elle se déroule au XVIIe siècle av. J.-C. dans une île imaginaire des Cyclades ». De plus, Jean-Jacques Annaud voulait depuis longtemps réaliser une comédie, genre qu'il avait déjà abordé dans Coup de tête, son seul film contemporain. Gérard Brach meurt quatre jours après le début du tournage.

### Tournage
Les scènes du village ont été tournées près d'Alicante en Espagne. La forêt, quant à elle, a été recréée dans les studios Ciudad de la Luz.

### Musique
La musique du film est composée par l'Espagnol Javier Navarrete.
Liste des titres
1. Minor le Petit Cochon - 1:23
2. Le Cochon a Mordu La Bouchère - 2:37
3. Les Ombres dans le Crane - 1:04
4. La Foret Mythologique - 1:18
5. Pratiques Païennes - 1:12
6. Retour au Logis - 0:59
7. La Cueillette des Olives - 1:37
8. Sarabande de La Belle Récolte - 0:45
9. Connais-Toi Toi-même - 1:48
10. Le Couronnement Par La Colombe - 2:40
11. Minor à Poil - 0:57
12. Masque d'Or - 1:14
13. Amour et Folie - 2:11
14. Non Satyre, Pour un Conseil - 2:00
15. Les Lucioles - 1:36
16. Une Larme dans La Nuit - 1:26
17. Pour Vous Je Serai Toujours La - 1:02
18. L'Abime de La Vie (interprété par Mathieu Abelli) - 0:26
19. Fête de l'Inauguration - 1:19
20. L'Art du Mensonge - 1:25
21. Reve Lacté - 1:43
22. La Syrinx Bouchée - 1:29
23. Prédictions Avant l'Orage - 1:13
24. Les Conspirateurs - 1:17
25. Elle Parle ! - 1:34
26. L'Aube - 1:48
27. Le Destin de Karkos - 4:24
28. Deux Syrinx dans La Foret - 0:46
29. Joue Mimi - 0:56
30. Satyre - 1:58

## Accueil

### Réception critique
Sa Majesté Minor est globalement très mal accueilli par la presse et par le public français. Incompréhensible, creux et lubrique sont les principaux qualificatifs repris par les critiques après avoir visionné le film. 

Le cinéaste se justifie et fustige la presse, même en projection de presse où il lit un plaidoyer défendant le caractère difficile du film et sa prise de risque : 

« Je prends le risque de déranger, de larguer. Mais le cinéma n'est-il pas une prise de risque permanente, un défi aux règles ? L'art, le spectacle, doivent-ils se fondre dans le politiquement correct de l'hygiène globalisée ? »

Pensant à la postérité après l'accueil froid, Annaud prend l'exemple de l'échec du Nom de la Rose en Italie et aux États-Unis, qui a mis des années avant de devenir un film de référence. Pour le réalisateur, Sa Majesté Minor n'est pas plus déroutant ou risqué que d'autres de ses films comme L'Ours dont le succès n'était pas prévisible a priori.
Dans Le Monde, Jacques Mandelbaum, au regard du playdoyer pro-domo du réalisateur, estime qu'« après le film, tout en songeant que ce discours aurait été plus approprié à La Belle et la Bête de Jean Cocteau, on quittait discrètement la salle, la queue logiquement entre les jambes. »
En 2014, Julie Stankiewicz, surlequotidienducinema.com, propose l'explication suivante : « Alors à qui la faute si la mayonnaise ne prend pas ? Pas à la réalisation. C'est qu'elle est beaucoup plus sobre que ce scénario qui pèche par excès de zèle intellectuel, sous couvert de fêter les saines retrouvailles du cinéma avec la tradition de ce bon vieux Dionysos. Faire de la comédie grecque au XXIe siècle est risqué, et Annaud et son équipe le savaient. »
Une hypothèse également avancée par l'équipe du film est l'écart entre les attentes du public et le contenu du film, la précédente œuvre du réalisateur Deux Frères visant un public familial et le CNC n'ayant pas classé le film « interdit aux moins de douze ans ».
En 2023, Jean-Jacques Annaud et plusieurs de ses collaborateurs sur le film continuent d'affirmer la qualité du film, et estiment que sa perception auprès du public s'améliore.

### Box-office
Le film a fait un flop avec seulement 138 270 entrées en France et 779 549 $ de recettes mondiales, pour un budget de 25 756 207 €.